# Lycaena alba
Lycaena alba är en fjärilsart som beskrevs av Tutt 1906. Lycaena alba ingår i släktet Lycaena och familjen juvelvingar. Inga underarter finns listade i Catalogue of Life.